# علم الأوبئة المرضية الجزيئية
علم الأوبئة المرضية الجزيئية (بالإنجليزية: Molecular pathological epidemiology)‏ اختصارًا MPE، هو تخصص يجمع بين علم الأوبئة وعلم الأمراض يتم تعريفه على أنه «علم وبائيات علم الأمراض الجزيئي وعدم تجانس المرض». يشترك علم الأمراض وعلم الأوبئة في نفس الهدف المتمثل في توضيح مسببات المرض، ويهدف علم الأوبئة المرضية الجزيئية إلى تحقيق هذا الهدف على المستويات الجزيئية والفردية والسكان عادةً ما تستخدم علم الأوبئة المرضية الجزيئية موارد وبيانات أمراض الأنسجة ضمن دراسات علم الأوبئة الحالية يشمل علم الأوبئة الجزيئي على نطاق واسع علم الأوبئة المرضية الجزيئية وعلم الأوبئة الجزيئي التقليدي مع استخدام أنظمة تصنيف الأمراض التقليدية.

## مرحلة المرض
تشير البيانات المستمدة من مشاريع أطلس جينوم السرطان إلى أن تطور المرض هو عملية غير متجانسة بطبيعتها. كل مريض لديه عملية مرضية فريدة («مبدأ المرض الفريد»)، مع الأخذ في الاعتبار الطابع الفريد للمعرض وتأثيره الفريد على العملية المرضية الجزيئية. تم تبني هذا المفهوم في الطب السريري إلى جانب الطب الدقيق والطب الشخصي.

## المنهجية
في علم الأوبئة المرضية الجزيئية، يقوم المحققون بتشريح العلاقات المتبادلة بين التعرض (على سبيل المثال، العوامل البيئية والغذائية ونمط الحياة والعوامل الوراثية) تغييرات في الجزيئات الخلوية أو خارج الخلية (توقيعات جزيئية للمرض) وتطور المرض وتطوره. يمكن للباحثين تحليل الجينوم، الميثيلوم، الإبيجينوم، الأيض، الترنسكربيتوم، البروتين، الميكروبيوم، المناعة والتفاعل، يمكن ربط عامل الخطر المفترض بتوقيعات جزيئية محددة يتيح بحث علم الأوبئة المرضية الجزيئية تحديد واصم حيوي جديد لفائدة سريرية محتملة، وذلك باستخدام بيانات سكانية واسعة النطاق (على سبيل المثال، طفرة PIK3CA في سرطان القولون والمستقيم لاختيار المرضى للعلاج بالأسبيرين). يمكن استخدام نهج علم الأوبئة المرضية الجزيئية بعد دراسة الارتباط على مستوى الجينوم (GWAS)، والتي يطلق عليها «نهج GWAS-علم الأوبئة المرضية الجزيئية». يمكن إجراء التنميط الظاهري لنقطة نهاية المرض التفصيلية عن طريق علم الأمراض الجزيئي أو التشريح المرضي البديل أو تحليل الكيمياء الهيستولوجية المناعية للأنسجة والخلايا المريضة داخل GWAS.
كنهج بديل، يمكن فحص متغيرات المخاطر المحتملة التي تم تحديدها بواسطة GWAS بالاقتران مع تحليل علم الأمراض الجزيئي على الأنسجة المريضة. يمكن أن يعطي نهج GWAS-علم الأوبئة المرضية الجزيئية ليس فقط تقديرات تأثير أكثر دقة، بل وتأثيرات أكبر، لأنواع فرعية جزيئية معينة من المرض، ولكن أيضًا نظرة ثاقبة في التسبب في المرض من خلال ربط المتغيرات الجينية بالتوقيعات المرضية الجزيئية للمرض. نظرًا لأن التشخيص الجزيئي أصبح ممارسة سريرية روتينية، يمكن لبيانات علم الأمراض الجزيئية أن تساعد في البحث الوبائي.

## التاريخ
بدأ علم الأوبئة المرضية الجزيئية كتحليل لعوامل الخطر (مثل التدخين) والنتائج المرضية الجزيئية (مثل طفرة الجين الورمي KRAS في سرطان الرئة).
أصبحت الدراسات لفحص العلاقة بين التعرض والتأثير الجزيئي المرضي للمرض (خاصة السرطان) شائعة بشكل متزايد خلال التسعينيات وأوائل القرن الحادي والعشرين.
افتقر استخدام علم الأمراض الجزيئي في علم الأوبئة إلى المنهجيات الموحدة والمبادئ التوجيهية بالإضافة إلى الخبراء متعددي التخصصات وبرامج التدريب. تطلب بحث علم الأوبئة المرضية الجزيئية إطارًا مفاهيميًا جديدًا ومنهجيات (طريقة وبائية) لأن علم الأوبئة المرضية الجزيئية يفحص عدم التجانس في متغير النتيجة.
مصطلح «علم الأوبئة المرضية الجزيئية» استخدمه شوجي أوجينو وماير ستامفر في عام 2010. تم تطوير مبادئ محددة لعلم الأوبئة المرضية الجزيئية بعد عام 2010 نموذج علم الأوبئة المرضية الجزيئية واسع الاستخدام عالميًا، وكان موضوعًا في المؤتمرات الدولية. كانت سلسلة اجتماعات علم الأوبئة الجزيئية الباثولوجية مفتوحة لمجتمع البحث حول العالم، وعُقد الاجتماعان الثاني والثالث في بوسطن، في ديسمبر 2014 ومايو 2016، على التوالي.

## قراءات إضافية
- Gao C (2016). "Molecular pathological epidemiology in diabetes mellitus and risk of hepatocellular carcinoma". World Journal of Hepatology. ج. 8 ع. 27: 1119–1127. DOI:10.4254/wjh.v8.i27.1119. PMC:5037325. PMID:27721917.{{استشهاد بدورية محكمة}}:  صيانة الاستشهاد: دوي مجاني غير معلم (link)
- Rescigno T، Micolucci L، Tecce MF، Capasso A (2017). "Bioactive Nutrients and Nutrigenomics in Age-Related Diseases". Molecules (Basel, Switzerland). ج. 22 ع. 1: 105. DOI:10.3390/molecules22010105. PMC:6155887. PMID:28075340.{{استشهاد بدورية محكمة}}:  صيانة الاستشهاد: دوي مجاني غير معلم (link)
- Patil H، Saxena SG، Barrow CJ، Kanwar JR، Kapat A، Kanwar RK (2017). "Chasing the personalized medicine dream through biomarker validation in colorectal cancer". Drug Discovery Today. ج. 22 ع. 1: 111–119. DOI:10.1016/j.drudis.2016.09.022. PMID:27693431.